# Ill Niño
Ill Niño er et latin amerikansk nu-metalband der blev stiftet i New Jersey, USA.

## Historie
Ill Niño blev stiftet sent i 1999 og hed originalt El Niño (efter vejrfænomenet). De skrev kontrakt med Roadrunner Records men måtte skifte navn da El Niño allerede var taget af et andet band.[kilde mangler] 
De udgav deres debutalbum Revolution Revolución 18. september 2001 som har solgt over 300.000 oplag verden over . 
Bandet tog del i Ozzfest og Jägermeister tourene i 2002.
Bandet fulgte op med et andet album ved navn Confession som blev udgivet d. 8 oktober 2003. Albummets single "How can I Live" blev brugt som soundtrack til filmen Freddy vs. Jason og var deres første single der kom på Billboard hitliste, placeret #26 på the Mainstream Rock charts. Albummet har været bandets mest succesfulde og har solgt over 400,000 oplag verden over.
Bandets tredje album ved navn One Nation Underground blev udgivet 27. september 2005. Albummet har til dato ca. solgt 130.000 oplag verden over. 

Den 15. juni 2006 blev det annonceret at Ill Niño forlod Roadrunner Records. Ni dage efter skrev de kontrakt med Cement Shoes Records.[kilde mangler] På deres officielle hjemmeside begrundede de hvorfor de forlod Roadrunner Records, da bandet ikke mente, de fik den samme opmærksomhed og støtte af Roadrunner, som de havde gjort fra deres to forrige albums.
Roadrunner Records udgav derfor en CD ved navn The Best of Ill Niño 29. september 2006. Albummet indeholder 13 numre fra deres tre udgivelser gennem Roadrunner Records. CD'en vil dog ikke blive udgivet i Europa.

## Medlemmer
- Cristian Machado – Vokal
- Dave Chavarri – Trommer
- Lazaro Pina – Bas
- Ahrue Luster – Guitar
- Daniel Couto – Perkussion
- Diego Verduzco – Guitar

### Forrige medlemmer
- Marc Rizzo – Guitar
- Roger Vasquez – Perkussion
- Jorge Rosado – Vokal
- Jardel Martins Paisante – Guitar

## Diskografi
- Revolution Revolución (2001)
- Confession (2003)
- One Nation Underground (2005)
- Enigma (2008)
- Dead New World (2010)
- Epidemia (2012)
- Till Death, La Familia (2014)